# Josef Bican
Josef "Pepi" Bican fou un futbolista txec-austríac de les dècades de 1930 i 1940. Va marcar 950 gols en 624 partits oficials i 1813 gols professionals.

## Biografia

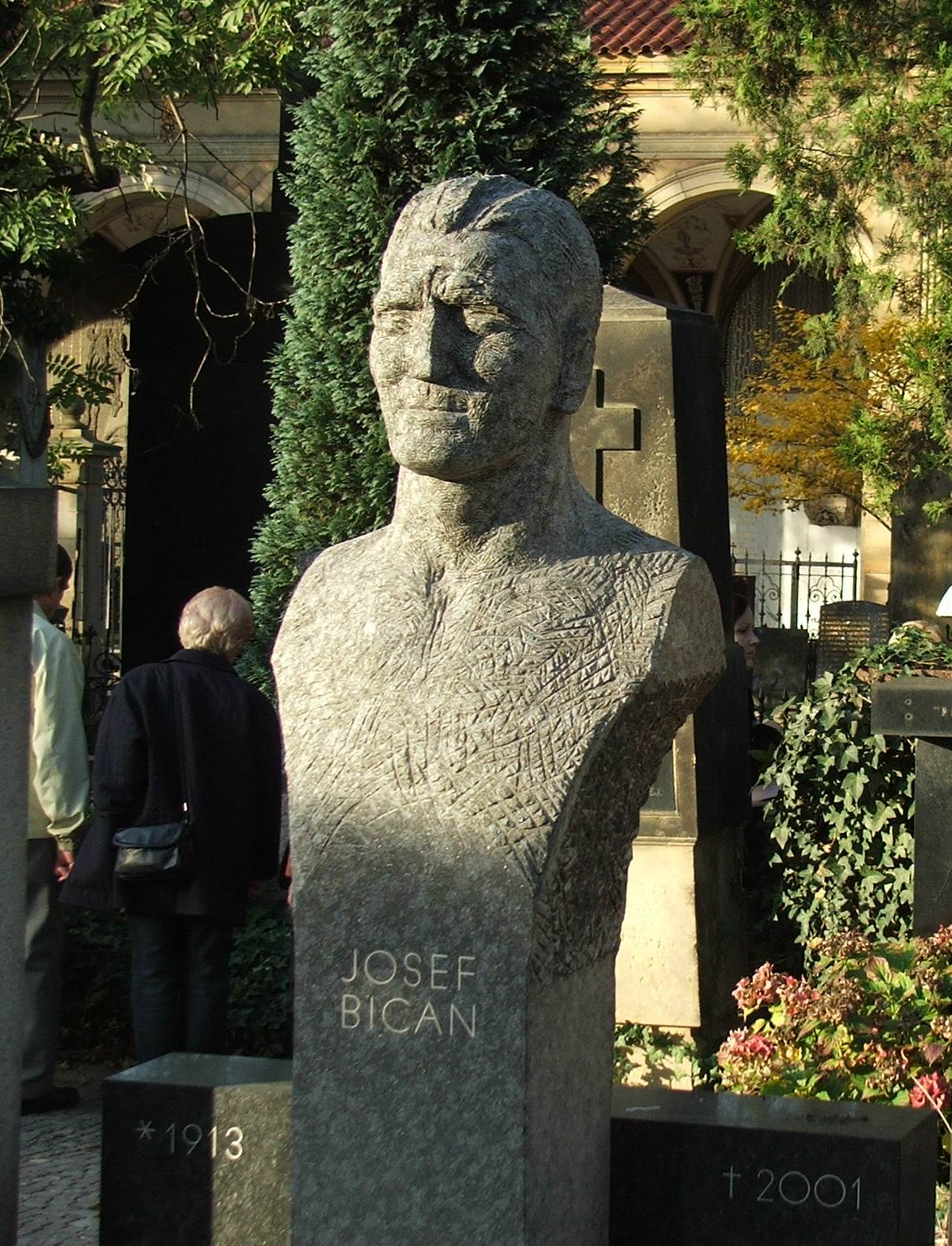
Tomba de Josef "Pepi" Bican a Praga.

Bican nasqué a Viena dins d'una família d'origen txec. L'any 1925, amb 12 anys ingressà al Hertha Viena. A l'edat de 18 anys fitxà pel Rapid Viena, el millor club de la ciutat del moment. L'any 1937, Bican deixà Viena i marxà a Praga, ingressant a l'Slavia. En aquest club jugà vuit temporades i marcà 328 gols, destacant 57 en 24 partits una temporada concreta.
Formà part del famós Wunderteam dels anys 1930. Fou el màxim golejador d'Europa en cinc temporades diferents (de 1939/40 a 1943/44). Jugava amb els dos peus i podia córrer els 100 metres llisos en 10,8 segons. La IFFHS el premià amb la "Pilota d'Or" al més gran golejador del segle xx.
En les diverses lligues en què jugà durant 27 anys fou un total de 12 cops màxim golejador. Es retirà l'any 1955 a l'edat de 42 anys. Posteriorment fou entrenador.
Debutà amb la selecció d'Àustria el 29 de novembre de 1933, amb 20 anys, en un partit davant Escòcia que acabà amb empat a 2. Participà en el Mundial de 1934, on marcà un gol. Durant la seva estada a Praga demanà la ciutadania txeca i posteriorment jugà amb aquesta selecció. En total marcà 29 gols en 34 partits (FIFA) amb 3 seleccions (Àustria, Txecoslovàquia i Bohèmia-Moràvia).

## Màxim golejador de la història del fútbol
| Competició                  | Partits | Gols |
| --------------------------- | ------- | ---- |
| Primera Divisió             | 367     | 542  |
| Segona Divisió              | 72      | 134  |
| Copes nacionals             | 62      | 134  |
| Tornejos Domèstics          | 30      | 52   |
| Copes internacionals        | 26      | 18   |
| Selecció Àustria            | 19      | 14   |
| Selecció Txecoslovàquia     | 14      | 12   |
| Selecció de Bohèmia-Moràvia | 6       | 9    |
| Selecció Txecia             | 8       | 11   |
| Total                       | 624     | 950  |